# Michel Robin
Michel Robin (Reims, 13 de noviembre de 1930 - 18 de noviembre de 2020) fue un actor francés, miembro de la Comédie-Française entre 1996 y 2009.

## Biografía
Michel Robin nació en Reims en 1930. Se inscribió en los cursos de Charles Dullin, luego se unió a la compañía de Roger Planchon y a la compañía Renaud-Barrault, donde interpretó a Samuel Beckett y Bertolt Brecht.
Hizo numerosas apariciones en películas como, "Who Are You, Polly Maggoo ?" de William Klein en 1966, "Un largo domingo de compromiso" de "Jean-Pierre Jeunet" en 2004, L'Hôtel de la plage de Michel Lang en 1978, "La Chèvre" de Francis Veber en 1981, "Stan the Flasher" de Serge Gainsbourg en 1990 y "Le Fabuleux Destin d'Amélie Poulain" de Jean-Pierre Jeunet en 2001; es en "La invitación" de Claude Goretta, donde interpreta a un modesto oficinista, donde se revela todo el sabor de su talento.
También realizó numerosas apariciones en televisión, especialmente en algunos episodios de la serie Les Enquêtes du Commissioner Maigret, y en todos los episodios de la versión francesa de Fraggle Rock. Apareció en las primeras ocho temporadas (15 episodios) de la serie Boulevard du Palais (personaje de Isy).
Ganó el máximo premio de interpretación del jurado en el festival de Locarno en 1979 por Les Petites Fugues de Yves Yersin, así como el Molière al mejor papel secundario por La Traversée de hiver de Yasmina Reza.
Michel Robin falleció el 18 de noviembre de 2020 a la edad de 90 años, luego de contraer Covid-19.

## Premios y distinciones
- 1989: Orden de las Artes y las Letras.
- 1989: Nominación a Molière del actor en un papel secundario por L'Imposture.
- 1990: Molière del actor en un papel secundario para La Traversée de hiver.
- 2001: Orden Nacional del Mérito.[3][4]

## Filmografía

### Cine
- 1966: Qui êtes-vous, Polly Maggoo ? de William Klein.
- 1967: L'Une et l'Autre de René Allio.
- 1968: L'Astragale de Guy Casaril como un automovilista.
- 1970: L'Aveu de Costa-Gavras como el acusador.
- 1970: Le Mur de l'Atlantique de Marcel Camus como Le cordonnier.
- 1971: Mais ne nous délivrez pas du mal de Joël Séria como Léon.
- 1971: La Coqueluche de Christian-Paul Arrighi como Le contrôleur.
- 1971: Les Mariés de l'an II de Jean-Paul Rappeneau como L'abbé.
- 1972: Le Petit Poucet de Michel Boisrond : El leñador.
- 1972: Quelque part quelqu'un de Yannick Bellon como el enfermo depresivo (no acreditado).
- 1973: La invitación (L'invitation) de Claude Goretta como Rémy.
- 1973: L'Affaire Dominici de Claude Bernard-Aubert como Perrin.
- 1973: Les Aventures de Rabbi Jacob de Gérard Oury como Le curé.
- 1974: Erica Minor de Bertrand Van Effenterre como el hombre de la amante.
- 1974: Pas si méchant que ça de Claude Goretta como François, el contramaestre.
- 1974: Verdict de André Cayatte como Véricel.
- 1974: Les Guichets du Louvre de Michel Mitrani como el primo.
- 1975: L'important c'est d'aimer de Andrzej Żuławski como Raymond Lapade.
- 1975: La traque de Serge Leroy como Chamond.
- 1975: Un sac de billes de Jacques Doillon como Mantelier.
- 1976: Le Jouet de Francis Veber como el doméstico.
- 1976: Je suis Pierre Rivière de Christine Lipinska como el padre.
- 1976: L'Éducation amoureuse de Valentin de Jean L'Hôte como Monsieur Bertrand.
- 1977: Le Point de mire de Jean-Claude Tramont como Petit Louis.
- 1978: L'Hôtel de la plage de Michel Lang como Léonce.
- 1979: Un si joli village de Étienne Périer como Gaspard.
- 1979: Clair de femme de Costa-Gavras como el médico.
- 1979: Les Petites Fugues de Yves Yersin como Pipe.
- 1980: Bobo la tête (conocida también como À propos de la neige fondue) de Gilles Katz como Simon.
- 1980: La Femme enfant de Raphaële Billetdoux como el padre.
- 1980: Le Cheval d'orgueil de Claude Chabrol como el marqués.
- 1980: Deux Lions au soleil de Claude Faraldo como el hombre del parque.
- 1981: La Chèvre de Francis Veber como Alexandre Bens.
- 1983: Le Marginal de Jacques Deray como Alfred Gonet llamado Freddy el químico.
- 1983: La Mort de Mario Ricci de Claude Goretta como Fernand Blondel.
- 1983: Une pierre dans la bouche de Jean-Louis Leconte como Victor.
- 1985: Harem de Arthur Joffé como Monsieur Raoul, el ainador de pianos.
- 1987: Orage en mai de Xavier Schwarzenberger como Pfarrer.
- 1989: Les Maris, les Femmes, les Amants de Pascal Thomas como Tocanier.
- 1989: Marquis de Henri Xhonneux como Ambert.
- 1989: La Nuit de l'éclusier de Frantz Rickenbach.
- 1990: Stan the Flasher de Serge Gainsbourg como el detenido.
- 1992: Les Enfants du naufrageur de Jérôme Foulon como Paul.
- 1992: L'Affût de Yannick Bellon como Marcel, le garde-chasse.
- 1992: La Gamine de Hervé Palud como Georges.
- 1994: L'affaire (conocida también como La Dernière Carte) de Sergio Gobbi como Charles Rivette.
- 1995: L'Amour conjugal de Benoît Barbier como Abraham Vivien.
- 1997: Restons groupés de Jean-Paul Salomé como Raymond.
- 1998: Vidange de Jean-Pierre Mocky.
- 1999: Les enfants du siècle de Diane Kurys como Larive.
- 2000: Merci pour le chocolat de Claude Chabrol como Dufreigne.
- 2001: Le Fabuleux Destin d'Amélie Poulain de Jean-Pierre Jeunet como M. Collignon (père).
- 2004: Un long dimanche de fiançailles de Jean-Pierre Jeunet.
- 2009: Eden à l'ouest de Costa-Gavras como Petit vieux Lido.
- 2011: Les Aventures de Philibert, capitaine puceau de Sylvain Fusée como Le Fillanchiaux.
- 2012: Les Adieux à la reine de Benoît Jacquot como Jacob-Nicolas Moreau.
- 2012: Adieu Berthe de Bruno Podalydès como Monsieur Salvini.
- 2012: Vous n'avez encore rien vu de Alain Resnais como Le garçon de café.
- 2015: L'Odeur de la mandarine de Gilles Legrand como Le curé.
- 2018: Dans la brume de Daniel Roby como Lucien

.

### Doblaje
- 1985: Gwen, el libro de arena de Jean-François Laguionie como Roseline.
- 1991: Toto, el héroe de Jaco Van Dormael como Alfred viejo.
- 2002: Les Triplettes de Belleville de Sylvain Chomet como Antiguo campeón.
- 2005: Oliver Twist de Roman Polanski como Fagin.
- 2010: El escritor fantasma de Roman Polanski como El anciano de Martha's Vineyard.
- 2012: Blancanieves y el cazador de Rupert Sanders como Muir.
- 2013: Nebraska como tío Ray.